# كوجي إيشي
كوجي إيشي (石井康嗣 إيشي كوجي) هو مؤدي أصوات ياباني ولد في 1 يوليو 1960 في واكاياما.

## أدواره في الأنمي

### مسلسلات أنمي تلفزيونية
- أزومانغا دايو - أستاذ كيمورا
- فوشيغي يوغي - ميتسوكاكي
- بليتش - دوردوني أليساندرو ديل سوراتشيو
- روميو x جولييت - الدوق مونتاجيو
- سلايرز ريفولوشن - زانافار
- الآن وبعدئذ، هنا وهناك - حامدو
- غانكوتسوؤو - جيوفاني بيروتشيو
- ملك الشجعان جاوجايجار - كوتارو تايجا
- سبيد غرافر - بوب
- سكيب بيت! - لوري تاكارادا
- غنشيكن - هاراغوتشي
- لاست إكسايل - هاريكين هوك
- ذا بيغ أو - دارليس
- يوغي - أومبرا
- فامباير نايت - أساتو إيتشيجو
- فامباير نايت Guilty - أساتو إيتشيجو
- القناص - سيلفا زولديك
- داركر ذان بلاك -المقاول الأسود- - كينيث
- بلاك كات - بيلوغا جاي هيرد
- سكول رمبل - غنكاي غوتو
- فاينل فانتسي: أنليميتد - أوسكار
- خيميائي الفولاذ - بالد
- غاد غارد - تاجر الخردة
- X - كيوغو مونو
- كاتيكيو هيتمان ريبورن! - ديندرو كيلام
- هيرومان - والد لينا
- شامان كينج - بوريس
- شيكي - توميو أوكاوا، ماساهارو كويكي
- إينيشيال دي Fourth Stage - ماساشي، سائق الS15
- آيرون مان - رئيس الوزراء
- ترايجان - براد
- نشأة الآليين - غالب، عدنان
- قطاع التسوق السحري أبينوباشي - آنسة أكي
- البدلة المتنقلة جاندام إيج - فروي أولفينوا
- لوست يونيفرس - دانيش، أطلس ماكماهون
- رينبو: نيشا روكوبو نو شيتشينين - إيشيهارا
- أكامي غا كيل! - رئيس الوزراء أونيست
- تيرافورمارز - الراوي
- تيرافورمرز ريفنج - الراوي
- غريت تيتشر أونيزوكا - والد توموكو نومورا
- كايتو جوكر - اللواء بازيل
- بوكيمون - القبطان

### أفلام أنمي
- يوغي: هرم النور - أنوبيس

## أدواره في ألعاب الفيديو
- مغامرة جوجو الغريبة: أول ستار باتل - دانييل جاي داربي

## أدواره في الدبلجة اليابانية
- فتيات القوة - موجو جوجو
- جون كارتر - تارس تاركاس
- بطاريق مدغشقر - عبقرينو
- الصخرة - ماكوي
- عرض لوني تيونز - يوسيميتي سام

## وصلات خارجية
- كوجي إيشي على موقع IMDb (الإنجليزية)
- كوجي إيشي على موقع ألو سيني (الفرنسية)
- كوجي إيشي على موقع قاعدة بيانات الفيلم (الإنجليزية)
- كوجي إيشي على موقع كينوبويسك (الروسية)
- كوجي إيشي على موقع ANN person (الإنجليزية)